# Etta Kett
Etta Kett è un personaggio creato da Paul Robinson nel 1925, protagonista di una strip pubblicata dal 1925 al 1974.

## Caratteristiche
Apparsa per la prima volta nel 1925 come singola vignetta, Etta Kent era una teenager dai capelli scuri.
Gli intenti iniziali di Robinson non erano di intrattenimento, sulla falsariga umoristica dei primi comics, bensì didattici: Etta Kett (il cui nome richiama il termine "Etiquette", anglosassone per "Galateo") era infatti modellata sulla figura della classica flapper degli anni venti, giovane donna che con i suoi comportamenti sociali era una delle protagoniste della borghesia statunitense.
In seguito la singola vignetta divenne una strip che venne pubblicata nelle tavole domenicali (Sunday pages) dei quotidiani.
Nelle sue storie apparivano spesso il fidanzato (Wingey Wallace) e i genitori, generalmente considerati come un'evoluzione della famiglia protagonista in The Love-Byrds che Robinson aveva disegnato dai primi anni Venti fino al '25.
Le tematiche trattate da Robinson, ampiamente diffuse nel genere in quegli anni, erano sempre di natura sentimentale, con il personaggio di Etta visto in famiglia e nelle esperienze quotidiane sociali: a scuola, con amici ed amiche, ad eventi sportivi (football e rodeo soprattutto) e balli.
Dal punto di vista del merchandising, di Etta Kett sono state realizzate nel corso dei decenni alcuni gadget, principalmente spille e cartoline.

## Edizioni
Pubblicata in molte edizioni, si segnalano i 4 numeri formato comic book usciti tra il dicembre 1948 e il settembre 1949 e numerati # 11-14.